# Tadeusz Szubka
Tadeusz Stefan Szubka (ur. 19 września 1958 w Radkowie) – filozof, profesor Uniwersytetu Szczecińskiego.

## Życiorys
W latach 1977–1982 studiował na sekcji filozofii teoretycznej Wydziału Filozofii Chrześcijańskiej Katolickiego Uniwersytetu Lubelskiego. Tytuł magistra filozofii uzyskał na podstawie pracy Metoda analizy Morrisa Lazerowitza i jej filozoficzne uwarunkowania, napisanej pod kierunkiem ks. prof. dra hab. Stanisława Kamińskiego. Pod kierunkiem Stanisława Kamińskiego rozpoczął pracę nad rozprawą doktorską pt. Metafizyka analityczna P.F. Strawsona: analiza metodologiczna. Po śmierci ks. Kamińskiego (1986 r.), kontynuował pisanie rozprawy pod kierunkiem ks. prof. dra hab. Andrzeja Bronka. Tytuł doktora nauk humanistycznych w zakresie filozofii uzyskał w 1992 roku.
Habilitował się na Wydziale Filozofii KUL 14 marca 2002 r. na podstawie monografii Antyrealizm semantyczny: studium analityczne (Lublin: RW KUL 2001) oraz dotychczasowego dorobku naukowego.
Od 1 lutego 2003 pełni funkcję dyrektora Instytutu Filozofii Uniwersytetu Szczecińskiego, kieruje w nim Zakładem Ontologii i Filozofii Analitycznej.
Członek Polskiego Towarzystwa Filozoficznego i Towarzystwa Naukowego KUL, a także trzech znanych międzynarodowych towarzystw filozoficznych: American Philosophical Association, Aristotelian Society oraz Mind.
W 2019 został członkiem Rady Doskonałości Naukowej I kadencji.

## Wybrane publikacje

### Książki
- Metafizyka analityczna P.F. Strawsona, Lublin: RW KUL 1995.
- Antyrealizm semantyczny: studium analityczne, Lublin: RW KUL 2001.
- Filozofia analityczna. Koncepcje, metody, ograniczenia, Wrocław: Wydawnictwo Uniwersytetu Wrocławskiego 2009.
- Neopragmatyzm, Toruń: Wydawnictwo Naukowe Uniwersytetu Mikołaja Kopernika 2012.

### Artykuły
- O tak zwanym paradoksie analizy: uwagi wprowadzające, „Filozofia” [Czasopismo Koła Filozoficznego Studentów KUL] 7(1981), s. 25–43.
- (z S. Judyckim) Irracjonalne „przedzałożenia” czy racjonalna intuicja intelektualna? W związku z książką Józefa Życińskiego Teizm i filozofia analityczna, „Zeszyty Naukowe KUL” 28(1985) nr 3-4, s. 143–153.
- Ograniczenia ontologii lingwistycznej, „Roczniki Filozoficzne”, 34(1986) z. 1, s. 121–143.
- O uzasadnieniu pluralizmu wiedzy ludzkiej, Roczniki Filozoficzne” 35(1987) z. 1, s. 331–343; wersja angielska: The Justification of the Pluralism of Human Knowledge, w: Studies in Logic and Theory of Knowledge, vol. II, Lublin: TN KUL 1991, s. 175–188.